# Gerrit Glomser
Gerrit Glomser (né le 1er avril 1975 à Salzbourg) est un coureur cycliste autrichien. Il est professionnel de 1998 à 2009. C'est un coureur qui dispose d'une belle pointe de vitesse, mais qui passe aussi bien les côtes. Il a acquis tous ses succès professionnels en Autriche.

## Palmarès sur route

### Amateur
- 1992
  - 9e du championnat du monde sur route juniors
- 1995
  - 3e du championnat d'Autriche sur route
- 1997
  - Trophée de la ville de Brescia
  - Circuito dell'Assunta
  -  Médaillé de bronze au championnat d'Europe sur route espoirs
  -  Médaillé de bronze au championnat du monde sur route espoirs

### Professionnel
- 2000
  - 6e étape du Tour d'Autriche
- 2001
  - 2e du championnat d'Autriche sur route
  - 3e du championnat d'Autriche de la montagne
- 2002
  - Kirschblütenrennen
  - Tour d'Autriche :
    - Classement général
    - 3e étape
- 2003
  - Tour d'Autriche :
    - Classement général
    - 2e et 3e étapes
- 2004
  - 4e étape du Tour d'Autriche
  - 3e du Trophée de la ville de Castelfidardo
- 2005
  -  Champion d'Autriche sur route
- 2006
  - 3e du Grand Prix Vorarlberg
  - 3e du Tour du Burgenland
- 2007
  - 6e étape du Tour d'Autriche
  - Grand Prix Vorarlberg
  - 8e du Tour de Suisse

## Résultats sur les grands tours

### Tour de France
3 participations
- 2003 : 64e
- 2004 : abandon (13e étape)
- 2005 : abandon (10e étape)

### Tour d'Espagne
3 participations
- 2002 : 44e
- 2003 : abandon
- 2005 : non-partant (12e étape)

### Tour d'Italie
1 participation
- 1999 : 26e

## Classements mondiaux
| Année           | 2006 | 2007 | 2008 |
| --------------- | ---- | ---- | ---- |
| UCI Europe Tour | 710e | 220e | 775e |

## Palmarès en cyclo-cross
- 1999-2000
  -  Champion d'Autriche de cyclo-cross
- 2002-2003
  - 2e du championnat d'Autriche de cyclo-cross
- 2005-2006
  - 3e du championnat d'Autriche de cyclo-cross
- 2007-2008
  - 3e du championnat d'Autriche de cyclo-cross

## Distinctions
- Cycliste autrichien de l'année : 1997 et 2002